# Musta'liani
La corrente dei musta'liani o musta'li (in Arabo مستعلي) mustaʿlī) ha costituito una branca dell'Ismailismo fatimide. 
I musta'liani riconoscevano al-Mustaʿlī come il nono Imam fatimide e il 19º Imam del movimento fatimide e il legittimo successore di suo padre al-Mustanṣir bi-llāh. A contrario, i Nizariti (oggi rappresentati dall'Aga Khan) sostenevano fin da allora suo fratello maggiore, Nizār.
Il mancato riconoscimento di Abû l-Qâsim al-Tayyib (nel 1130) come 21º Imam fatimide dette vita a due correnti: i Ṭayyibī e gli Ḥāfiẓī. La Ḥāfiẓiyya non sopravvisse alla caduta della dinastia fatimide e oggi solo la corrente della Ṭayyibiyya rappresenta i musta'liani, anche se ha assunto la denominazione di Dawudi Bohora.